# Declaració d'Independència de Lituània
La Declaració d'Independència de Lituània (lituà: Lietuvos Nepriklausomybės Aktas), també anomenada Declaració del 16 de febrer, fou signada pel Consell de Lituània el 16 de febrer de 1918. Mitjançant aquesta declaració es proclamà la restauració d'una Lituània sobirana i democràtica amb capital a Vílnius. La declaració fou signada pels 20 signataris presents a la reunió, presidida per Jonas Basanavičius. La declaració va ser el resultat final d'un seguit de resolucions internacionals, incloent-hi l'emesa per la Conferència de Vílnius i la declaració del 8 de gener. Fins a la declaració, el camí que es va haver de seguir va ser llarg i complex, ja que l'Imperi Alemany no va deixar de pressionar en cap moment al Consell amb la finalitat de formar una aliança. El Consell va haver de maniobrar amb cura entre els alemanys, les tropes dels quals estaven presents a Lituània, i les exigències del poble lituà.
Els efectes immediats de l'anunci de la restauració de Lituània foren limitats. Les autoritats alemanyes van prohibir-ne la sortida a la llum, de manera que el text es va publicar i distribuir de forma clandestina, cosa que va obstaculitzar el progrés del Consell; mentrestant, els alemanys van mantenir el control sobre el país. La situació canvià després de la derrota alemanya en la Primera Guerra Mundial. El novembre de 1918 els lituans van formar el seu primer govern i el Consell de Lituània prengué el control sobre el territori lituà. Tot i que el país aviat hauria d'enfrontar-se a múltiples conflictes, la Independència de Lituània es feu realitat.
Per bé que la declaració original s'ha perdut, el seu llegat persisteix. Aquesta breu declaració és l'arrel legal de l'existència de Lituània en l'actualitat, tant durant el període d'entreguerres com des del 1990. La declaració formulà els principis bàsics que seguiren totes i cadascuna de les constitucions de Lituània. La declaració, per si sola, va ser la clau per al restabliment de la independència el 1990. Lituània, en separar-se de la Unió Soviètica, afirmà que només es restablia formalment l'Estat independent dels anys vint, ja que la declaració mai no havia perdut la seva validesa legal. Les persones que van participar en la signatura del document van quedar gravades en la memòria del poble lituà, sobretot Antanas Smetona i Aleksandras Stulginskis. Tots dos van ser amb posterioritat presidents d'aquesta nació.

## Antecedents

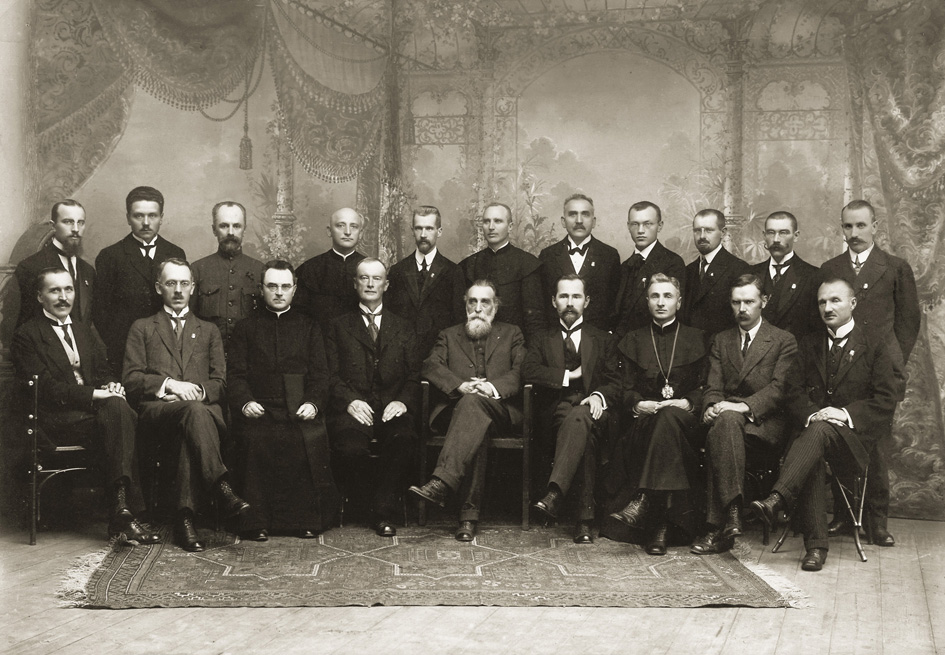
Els 20 membres del Consell de Lituània després de signar la Declaració del 16 de febrer de 1918.

Després de la partició de Polònia i Lituània del 1795, Lituània fou annexada per l'Imperi Rus. Durant el segle xix, lituans i polonesos tractaren de restaurar la seva independència. Ho van intentar amb els aixecaments de novembre de 1830 i de gener de 1863, però la primera oportunitat amb possibilitats d'èxit es presentà durant la Primera Guerra Mundial amb el debilitament d'Alemanya i Rússia.
El 1915, Alemanya prengué el control d'alguns territoris occidentals de Rússia. Després de la Revolució russa de 1917, Alemanya donà forma a Mitteleuropa, una estratègia geopolítica basada en la creació de governs titella, i permeté la Conferència de Vílnius, tot esperant que Lituània expressés els seus desitjos d'independitzar-se de Rússia i establís una relació més propera amb Alemanya. No obstant això, aquesta estratègia fracassà: la conferència, organitzada del 18 al 22 de setembre de 1917, adoptà la resolució que s'havia d'establir una Lituània independent i que una relació propera amb Alemanya estaria supeditada al reconeixement formal de Lituània com a nou estat. El 21 de setembre, els 214 assistents a la conferència formaren un Consell de 20 membres perquè materialitzessin la resolució. Les autoritats alemanyes no van permetre la seva publicació, però veixaren an deixar que el Consell continués amb la seva tasca. La Conferència de Vílnius també va resoldre que s'havia d'escollir una assemblea constituent mitjançant votació popular al més aviat possible.

## El camí cap a la Declaració del 16 de febrer

### Declaració de l'11 de desembre
La declaració de l'11 de desembre fou el segon pas en el camí cap a la declaració d'independència. L'esborrany inicial, fet a petició del canceller Georg von Hertling, va ser elaborat pel Ministeri alemany de Relacions Exteriors l'1 de desembre. Es van dur a terme canvis subseqüents conjuntament entre la cancelleria alemanya i una delegació del Consell de Lituània formada per Antanas Smetona, Steponas Kairys, Vladas Mironas, Jurgis Šaulys, Petras Klimas i Aleksandras Stulginskis. Després de debat entre les dues faccions, s'assolí un consens. El representant alemany Kurt von Lersner insistí que s'hauria de respectar el text intacte i demanà que tot el Consell signés el document.
Un cop la delegació retornà a Vílnius, es dugué a terme una reunió del Consell l'11 de desembre amb la finalitat de debatre sobre la declaració, la qual va ser acceptada sense cap variació. Quinze membres votaren a favor, tres en contra, un s'abstingué i un no participà. No és clar si els vint van signar la declaració. El document estava escrit en alemany i sembla que no es va preveure una traducció oficial al lituà: és per això que les diferents fonts varien una mica respecte a la traducció del text. La declaració de l'11 de desembre proclamava la independència de Lituània, però també sol·licitava la protecció del Govern alemany (clàusula 2) així com l'establiment d'«una aliança sòlida i permanent» amb Alemanya. Com que la declaració especificava que els termes de l'aliança estarien basats en convencions sobre aspectes militars, transport, comerç i divisa, molts lituans pensaren que el Consell s'havia extralimitat en les seves funcions: la resolució de setembre adoptada per la Conferència de Vílnius havia establert clarament que aquests crucials assumptes d'Estat eren responsabilitat de l'Assemblea Constituent.

### Declaració del 8 de gener

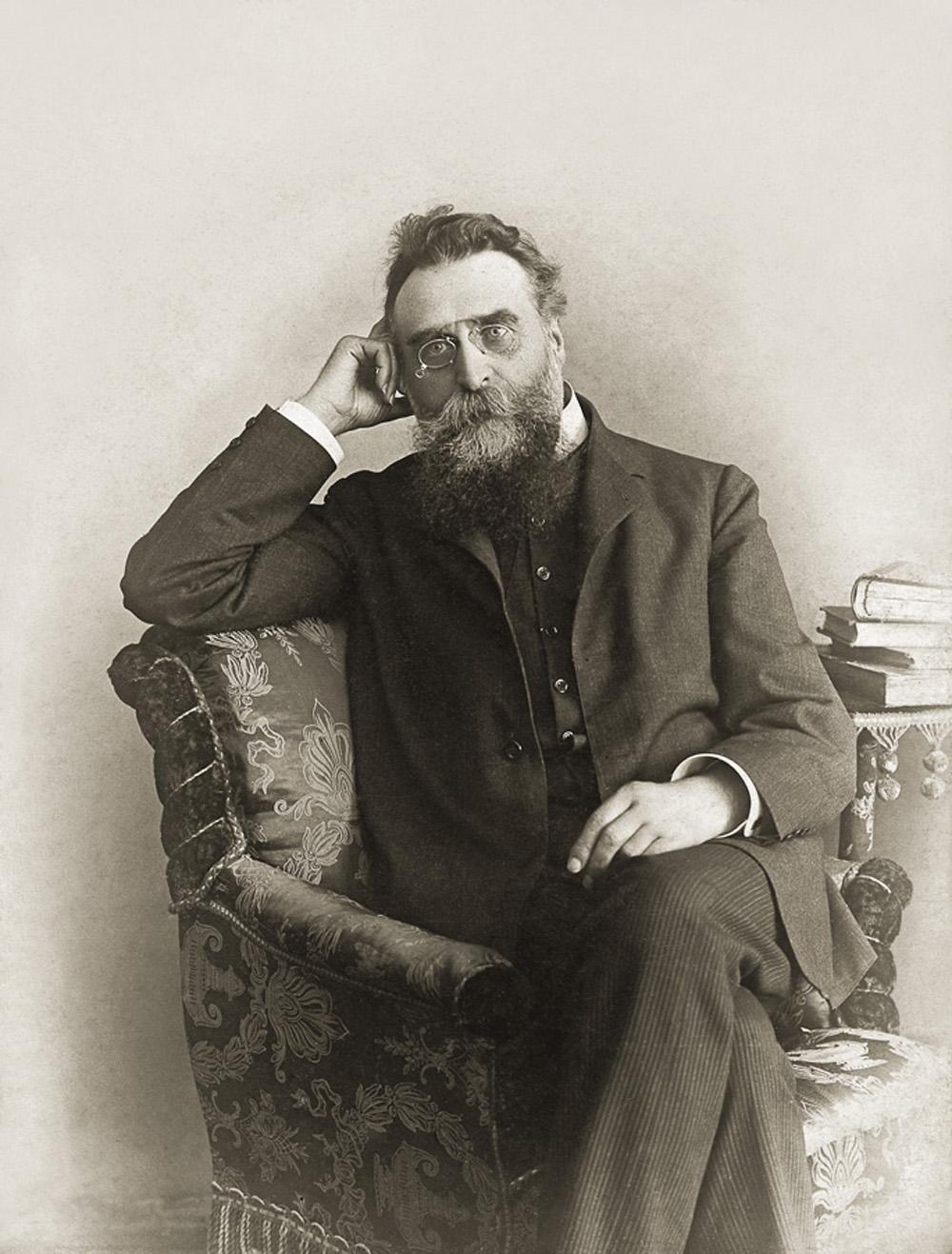
Jonas Basanavičius, president del Consell que signà la Declaració del 16 de febrer.

Quan van començar les converses de pau entre Alemanya i Rússia el 1918, les autoritats alemanyes van encarregar als representants lituans preparar dues notificacions d'independència: una destinada als russos, en la qual es condemnaria la influència russa sobre Lituània i s'ometria la clàusula de l'aliança amb Alemanya, i una altra destinada als alemanys, la qual era, en la pràctica, una còpia de la declaració de l'11 de desembre. El Consell va decidir esmenar la primera part de la declaració: Petras Klimas va incloure una frase que donava inici a la formació de l'Assemblea Constituent. Un altre canvi important va ser l'especificació que el nou estat es fundaria sota principis estrictament democràtics, cosa que s'acordà a la Conferència de Vílnius però que s'ometé en la declaració. La segona part, que mencionava «una aliança sòlida i permanent amb Alemanya», fou completament eliminada. La versió final va ser aprovada el 8 de gener de 1918, el mateix dia que el president dels Estats Units, Woodrow Wilson, presentà els seus Catorze Punts. En essència, la declaració del 8 de gener no es diferenciava de la declaració del 16 de febrer.
No obstant això, l'Ober Ost (l'administració militar alemanya) rebutjà els canvis. El 26 de gener, d'acord amb el pactat anteriorment, van ser aprovades les dues versions de la notificació i no es van incloure els canvis del 8 de gener; els texts es van preparar basant-se en la declaració de l'11 de desembre. Les concessions a Alemanya foren motiu de tensions entre els membres del Consell. Quatre membres (Mykolas Biržiška, Steponas Kairys, Stanislovas Narutavičius i Jonas Vileišis) l'abandonaren en senyal de desacord. El seu president, Antanas Smetona, que havia donat suport a la declaració de l'11 de desembre, va dimitir; Jonas Basanavičius, que amb el temps seria considerat el pare de la pàtria, el succeí en el càrrec.

### Declaració del 16 de febrer
Alemanya no reconegué Lituània com a estat independent i la delegació lituana no fou convidada a les negociacions de Brest-Litovsk, les quals començaren el 22 de desembre de 1917 entre les Potències Centrals i Rússia amb l'objectiu de satisfer les reclamacions territorials. Durant la primera i única reunió que van mantenir el Consell i les autoritats alemanyes va quedar palès que el Consell lituà només seria un òrgan consultiu, cosa que reforçà la posició d'aquells membres del Consell que optaven per la independència sense lligams amb altres països. En aquest punt, l'objectiu principal era convidar de nou tots aquells membres que havien abandonat el Consell. Diverses negociacions posteriors portaren a la reformulació de les versions prèvies de la declaració.
Els quatre membres que havien abandonat el Consell van demanar que es retornés a la declaració del 8 de gener i s'ometés la menció de qualsevol aliança amb Alemanya. Després d'intensos debats que s'estengueren durant setmanes, el 15 de febrer, a les deu del matí, la nova revisió de la declaració quedà enllestida. Incloïa, amb alguns canvis estilístics menors, els continguts de la declaració del 8 de gener i la seva promulgació i notificació, redactada l'1 de febrer. La promulgació i notificació no tenen cap pes legal i no canvien el significat d'un document legal. El Consell, incloent-hi els membres que havien renunciat, fou convidat a tornar l'endemà per acabar la declaració. El 16 de febrer de 1918, a dos quarts d'una del migdia, els vint membres del consell es reuniren al saló del Comitè Lituà d'Ajuda a les Víctimes de Guerra, al número 30 del carrer Didzioji de Vílnius, en un edifici conegut des de llavors com a Casa dels Signataris (en lituà: signatarų namai). El Consell, en primer lloc, va votar per aprovar la primera part de la declaració (els dos primers paràgrafs, fins a la paraula «drauge») per unanimitat. A la segona part, tanmateix, no hi donaren suport els quatre membres dissidents perquè no estaven d'acord amb l'expressió «finalment», la qual descrivia els deures de l'Assemblea Constituent (a «[…] la fundació de l'Estat Lituà i les seves relacions amb altres països serà finalment establerta per l'Assemblea Constituent [...]»). Temien que aquesta expressió fos un pretext del Consell per usurpar els poders de l'Assemblea Constituent, mentre que la majoria sostenia que només es pretenia deixar constància del sentit inapel·lable i innegociable de les futures decisions de l'Assemblea. Per tant, la declaració fou aprovada en bloc però sense el suport incondicional dels vint membres.

## Contingut final de la declaració
| Línia | Text original                                                             | Text original                                                             | Traducció al català                                                                          | Traducció al català                                                                          |
| ----- | ------------------------------------------------------------------------- | ------------------------------------------------------------------------- | -------------------------------------------------------------------------------------------- | -------------------------------------------------------------------------------------------- |
| 1     | NUTARIMAS                                                                 | NUTARIMAS                                                                 | RESOLUCIÓ                                                                                    | RESOLUCIÓ                                                                                    |
| 2     | Lietuvos Taryba savo posėdyje vasario 16 d. 1918 m. vienu balsu nu-       | Lietuvos Taryba savo posėdyje vasario 16 d. 1918 m. vienu balsu nu-       | El Consell de Lituània en la sessió del 16 febrer 1918 ha decidit per unanimitat             | El Consell de Lituània en la sessió del 16 febrer 1918 ha decidit per unanimitat             |
| 3     | tarė kreiptis: į Rusijos, Vokietijos ir kitų valstybių vyriausybės šiuo   | tarė kreiptis: į Rusijos, Vokietijos ir kitų valstybių vyriausybės šiuo   | adreçar-se als governs de Rússia, Alemanya i altres estats amb la següent                    | adreçar-se als governs de Rússia, Alemanya i altres estats amb la següent                    |
| 4     | pareiškimu:                                                               | pareiškimu:                                                               | declaració:                                                                                  | declaració:                                                                                  |
| 5     | Lietuvos Taryba, kaipo vienintelė lietuvių tautos atstovybė, remdamos     | Lietuvos Taryba, kaipo vienintelė lietuvių tautos atstovybė, remdamos     | El Consell de Lituània, com a únic representant de la nació lituana, basat en                | El Consell de Lituània, com a únic representant de la nació lituana, basat en                |
| 6     | pripažintaja tautų apsisprendimo teise ir lietuvių Vilniaus konferencijos | pripažintaja tautų apsisprendimo teise ir lietuvių Vilniaus konferencijos | el dret d'autodeterminació nacional, i en la resolució de la Conferència de Vílnius          | el dret d'autodeterminació nacional, i en la resolució de la Conferència de Vílnius          |
| 7     | nutarimu rugsėjo mėn. 18–23 d. 1917 metais, skelbia atstatanti nepriklau- | nutarimu rugsėjo mėn. 18–23 d. 1917 metais, skelbia atstatanti nepriklau- | del 18 al 23 de setembre de 1917, proclama la restauració de l'estat independent             | del 18 al 23 de setembre de 1917, proclama la restauració de l'estat independent             |
| 8     | somą demokratiniais pamatais sutvarkytą Lietuvos valstybę su sostine      | somą demokratiniais pamatais sutvarkytą Lietuvos valstybę su sostine      | de Lituània, fonamentat en principis democràtics, i amb Vílnius com la seva capital,         | de Lituània, fonamentat en principis democràtics, i amb Vílnius com la seva capital,         |
| 9     | Vilniuje ir tą valstybę atskirianti nuo visų valstybinių ryšių, kurie     | Vilniuje ir tą valstybę atskirianti nuo visų valstybinių ryšių, kurie     | i declara la terminació de tots els llaços estatals que anteriorment                         | i declara la terminació de tots els llaços estatals que anteriorment                         |
| 10    | yra buvę su kitomis tautomis.                                             | yra buvę su kitomis tautomis.                                             | han vinculat aquest Estat amb altres nacions.                                                | han vinculat aquest Estat amb altres nacions.                                                |
| 11    | Drauge Lietuvos Taryba pareiškia, kad Lietuvos valstybės pama-            | Drauge Lietuvos Taryba pareiškia, kad Lietuvos valstybės pama-            | El Consell de Lituània declara que la fundació de l'Estat de Lituània i                      | El Consell de Lituània declara que la fundació de l'Estat de Lituània i                      |
| 12    | tus ir jos santykius su kitomis valstybėmis privalo galutinai nustatyti   | tus ir jos santykius su kitomis valstybėmis privalo galutinai nustatyti   | la seva relació amb altres països serà finalment determinada per                             | la seva relació amb altres països serà finalment determinada per                             |
| 13    | kiek galima graičiau sušauktas steigiamasis seimas, demokratiniu budu     | kiek galima graičiau sušauktas steigiamasis seimas, demokratiniu budu     | l'Assemblea Constituent, que serà convocada i elegida democràticament                        | l'Assemblea Constituent, que serà convocada i elegida democràticament                        |
| 14    | visų jos gyventojų išrinktas.                                             | visų jos gyventojų išrinktas.                                             | per tots els seus ciutadans.                                                                 | per tots els seus ciutadans.                                                                 |
| 15    | Lietuvos Taryba pranešdama apie tai.....................                  | Lietuvos Taryba pranešdama apie tai.....................                  | El Consell de Lituània, havent informat al Govern de [.....................] a aquest efecte | El Consell de Lituània, havent informat al Govern de [.....................] a aquest efecte |
| 16    | vyriausybei, prašo pripažinti nepriklausomą Lietuvos valstybę.            | vyriausybei, prašo pripažinti nepriklausomą Lietuvos valstybę.            | sol·licita el reconeixement de l'Estat independent de Lituània.                              | sol·licita el reconeixement de l'Estat independent de Lituània.                              |
|       |                                                                           |                                                                           |                                                                                              |                                                                                              |
| 17    |                                                                           | Dr. Jonas Basanavičius                                                    |                                                                                              | Dr. Jonas Basanavičius                                                                       |
| 18    |                                                                           | Saliamonas Banaitis                                                       |                                                                                              | Saliamonas Banaitis                                                                          |
| 19    |                                                                           | Mykolas Biržiška                                                          |                                                                                              | Mykolas Biržiška                                                                             |
| 20    | Vilniuje, vasario 16 d. 1918 m.                                           | Kazys Bizauskas                                                           | Vílnius, a 16 de febrer de 1918                                                              | Kazys Bizauskas                                                                              |
| 21    |                                                                           | Pranas Dovydaitis                                                         |                                                                                              | Pranas Dovydaitis                                                                            |
| 22    | Jurgis Šaulys                                                             | Steponas Kairys                                                           | Jurgis Šaulys                                                                                | Steponas Kairys                                                                              |
| 23    | Jokūbas Šernas                                                            | Petras Klimas                                                             | Jokūbas Šernas                                                                               | Petras Klimas                                                                                |
| 24    | Antanas Smetona                                                           | Donatas Malinauskas                                                       | Antanas Smetona                                                                              | Donatas Malinauskas                                                                          |
| 25    | Jonas Smilgevičius                                                        | Vladas Mironas                                                            | Jonas Smilgevičius                                                                           | Vladas Mironas                                                                               |
| 26    | Justinas Staugaitis                                                       | Stanislovas Narutavičius                                                  | Justinas Staugaitis                                                                          | Stanislovas Narutavičius                                                                     |
| 27    | Aleksandras Stulginskis                                                   | Alfonsas Petrulis                                                         | Aleksandras Stulginskis                                                                      | Alfonsas Petrulis                                                                            |
| 28    | Jonas Vailokaitis                                                         | Kazimieras Steponas Šaulys                                                | Jonas Vailokaitis                                                                            | Kazimieras Steponas Šaulys                                                                   |
| 29    | Jonas Vileišis                                                            |                                                                           | Jonas Vileišis                                                                               |                                                                                              |

## El camí a la declaració: representació gràfica
Nota: els colors de les seccions funcionals corresponen a les línies acolorides del text original de sobre.
|                                                                            |  |                                                       |                                                                       |                   | Part I     |          |                           |                           |                           |         |         |
| Resolució de la Conferència de Vílnius 18-22 de setembre de 1917           |  |                                                       |                                                                       |                   |            |          |                           |                           |                           |         |         |
|                                                                            |  |                                                       |                                                                       | Part II           |            |          |                           |                           |                           |         |         |
|                                                                            |  |                                                       |                                                                       |                   |            |          |                           |                           |                           |         |         |
|                                                                            |  |                                                       |                                                                       |                   |            |          |                           |                           |                           |         |         |
|                                                                            |  |                                                       |                                                                       |                   | Part I     |          |                           |                           |                           |         |         |
| Declaració de l'11 de desembre de 1917                                     |  |                                                       |                                                                       |                   |            |          |                           |                           |                           |         |         |
|                                                                            |  |                                                       |                                                                       | Part II           |            |          |                           |                           |                           |         |         |
|                                                                            |  |                                                       |                                                                       |                   |            |          |                           |                           |                           |         |         |
|                                                                            |  |                                                       |                                                                       |                   |            |          |                           |                           |                           |         |         |
|                                                                            |  | Editada en sessió                                     | Editada en sessió                                                     | Editada en sessió |            |          | Editada per Petras Klimas | Editada per Petras Klimas | Editada per Petras Klimas |         |         |
|                                                                            |  |                                                       |                                                                       |                   |            |          |                           |                           |                           |         |         |
|                                                                            |  |                                                       |                                                                       |                   |            |          |                           |                           |                           |         |         |
| Declaració del 8 de gener de 1918                                          |  |                                                       |                                                                       | Disposició        | Disposició | Clàusula | Clàusula                  |                           |                           |         |         |
|                                                                            |  |                                                       |                                                                       |                   |            |          |                           |                           |                           |         |         |
|                                                                            |  |                                                       | Editada per Steponas Kairys, Stanislovas Narutavičius, Jonas Vileišis |                   |            |          |                           |                           |                           |         |         |
|                                                                            |  |                                                       |                                                                       |                   |            |          |                           |                           |                           |         |         |
|                                                                            |  |                                                       |                                                                       |                   |            |          |                           |                           |                           |         |         |
| Esborrany de l'1 de febrer de 1918                                         |  | Promulgació                                           | Promulgació                                                           | Disposició        | Disposició | Clàusula | Clàusula                  | Notificació               | Notificació               |         |         |
|                                                                            |  |                                                       |                                                                       |                   |            |          |                           |                           |                           |         |         |
|                                                                            |  | Editat pel consell i els quatre membres dimissionaris |                                                                       |                   |            |          |                           |                           |                           |         |         |
|                                                                            |  |                                                       |                                                                       |                   |            |          |                           |                           |                           |         |         |
| Esborrany del 15 de febrer de 1918                                         |  | Promulgació                                           | Promulgació                                                           | Disposició        | Disposició | Clàusula | Clàusula                  | Notificació               | Notificació               |         |         |
|                                                                            |  |                                                       |                                                                       |                   |            |          |                           |                           |                           |         |         |
|                                                                            |  | Editat per Petras Klimas                              |                                                                       |                   |            |          |                           |                           |                           |         |         |
|                                                                            |  |                                                       |                                                                       |                   |            |          |                           |                           |                           |         |         |
|                                                                            |  |                                                       |                                                                       |                   |            |          |                           |                           |                           |         |         |
| Declaració d'Independència de Lituània Declaració del 16 de febrer de 1918 |  | Promulgació                                           | Promulgació                                                           | Disposició        | Disposició | Clàusula | Clàusula                  | Notificació               | Notificació               | Rúbrica | Rúbrica |
|                                                                            |  |                                                       |                                                                       |                   |            |          |                           |                           |                           |         |         |

Font

## Conseqüències

### Lituània

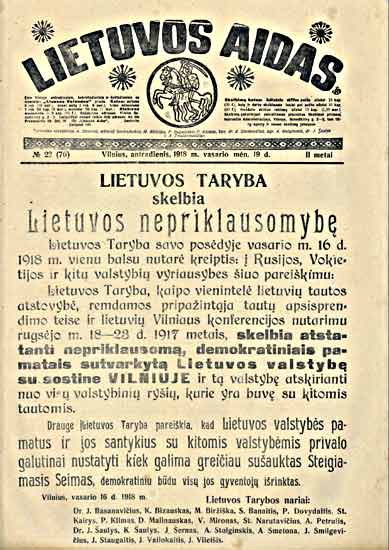
Portada del Lietuvos aidas amb el text de la declaració. Gairebé totes les còpies van ser confiscades per Alemanya, a excepció de les que tenia guardades Petras Klimas.

Poc després de la signatura, la declaració fou portada a Alemanya i lliurada als partits del Reichstag. El 18 de febrer la declaració va ser publicada a la premsa alemanya: a Das Neue Litauen,Vossische Zeitung, Taegliche Rundschau i Kreuzzeitung, entre d'altres. A Lituània també es va preparar la seva publicació a nivell nacional, especialment a través del Lietuvos aidas, el diari oficial del Consell creat per Antanas Smetona, però les autoritats alemanyes ho prohibiren. Encara que la majoria de còpies van ser confiscades, l'editor del diari, Petras Klimas, va aconseguir amagar-ne seixanta exemplars.
El 3 de març de 1918, Alemanya i la llavors ja Rússia bolxevic signaren el tractat de Brest-Litovsk amb el qual Alemanya s'assegurava que els països bàltics quedaven sota la seva influència i Rússia perdia els seus drets sobre ells. El 23 de març, Alemanya reconegué la independència de Lituània sobre la base de la declaració de l'11 de desembre. Tanmateix, això no va canviar res ni a Lituània ni en l'estatus del Consell: tots els esforços de formar una administració foren entorpits. La situació va canviar quan va esclata la Revolució de Novembre a Alemanya i el país fou derrotat a la tardor de 1918: en aquell moment, Alemanya ja no estava en condicions d'imposar termes. El Consell de Lituània adopta una primera constitució provisional el 2 de novembre. El govern fou confiat a un presídium de tres membres i Augustinas Voldemaras fou convidat a formar el primer gabinet de ministres de Lituània. El reconeixement internacional complet tardà uns quants anys; els Estats Units, per exemple, el confirmaren el 28 de juliol de 1922.

### La declaració

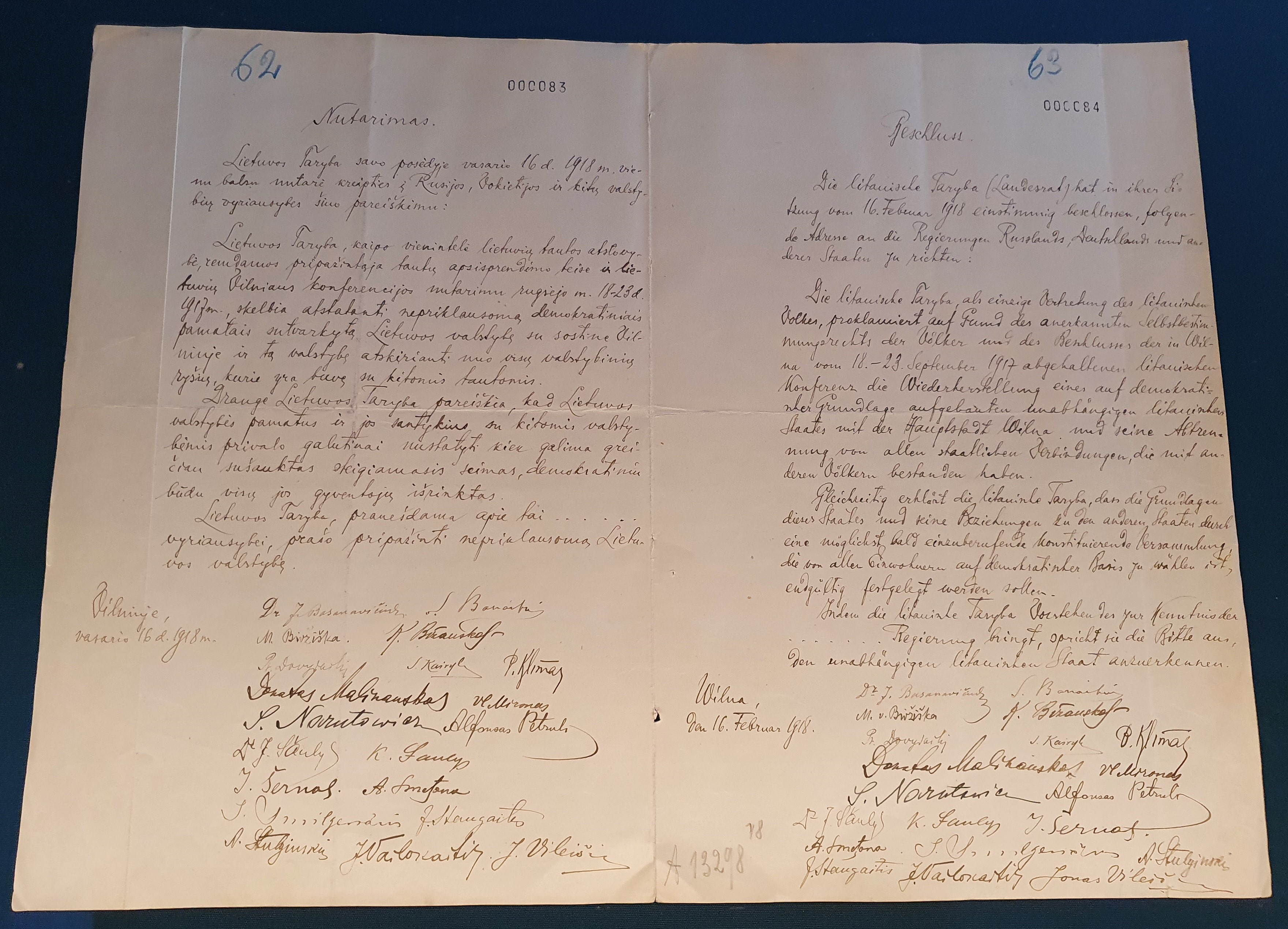
Originals escrits a mà de l'Acta d'independència de Lituània en lituà (esquerra) i alemany (dreta), exposats a Kaunas el 2022

Dues còpies de la declaració foren signades: l'original i un duplicat. L'original va ser lliurada a Jonas Basanavičius perquè la guardés i protegís; mai no fou publicada ni utilitzada en assumptes públics, la seva existència va ser esmentada per primera vegada per la premsa el 1933 i el seu parador actual es desconeix. El duplicat va ser utilitzat de forma habitual i va romandre als arxius presidencials fins al 15 de juny de 1940, quan Lituània va rebre l'ultimàtum per part de la Unió Soviètica i va perdre la seva independència. Després d'això el document va desaparèixer; ni el document original ni la còpia han estat trobats. El 2006, un grup d'experts buscà entre els murs de l'antiga casa de Petras Vileišis. Es van realitzar dos facsímils del duplicat, un el 1928 i un altre el 1933. La versió de 1928 és una reproducció més fidel de la declaració original, amb errors d'ortografia i amb un fons que és visualment "sorollós", mentre que el de 1933 mostra la declaració en una versió "millorada".

### Els signataris
La majoria dels signants de la declaració continuaren immersos en la vida cultural i política de Lituània. Jonas Vileišis va aconseguir un lloc al Seimas i va ser alcalde de Kaunas; Saliamonas Banaitis s'introduí al món de les finances i posà en marxa diversos bancs. Entre els signants s'hi trobaven dos futurs presidents de Lituània: Antanas Smetona i Aleksandras Stulginskis. Jonas Basanavičius, president del Consell de Lituània, va reprendre les seves investigacions sobre la cultura i folklore de Lituània. Cinc signataris moriren abans que comencés la Segona Guerra Mundial, i tres durant l'ocupació nazi. Els que no van emigrar a Occident es van convertir en presos polítics quan Lituània va ser ocupada pels soviètics.
Aleksandras Stulginskis i Petras Klimas foren enviats a presó a Sibèria, tot i que sobrevisqueren i tornaren a Lituània; Pranas Dovydaitis i Vladas Mironas també hi van ser enviats allà, però hi van morir. Kazys Bizauskas va desaparèixer l'estiu de 1941 mentre era traslladat a una presó soviètica de Minsk; se suposa que fou afusellat al costat d'altres presoners. Donatas Malinauskas fou deportat a Rússia el 14 de juny de 1941.
Molts dels signants van marxar cap a l'exili, inclosos Jurgis Šaulys i Kazimieras Steponas Šaulys, que moriren a Suïssa. Antanas Smetona, Mykolas Biržiška i Steponas Kairys van viure fins al final de la seva vida als Estats Units, i hi són enterrats.

## Llegat

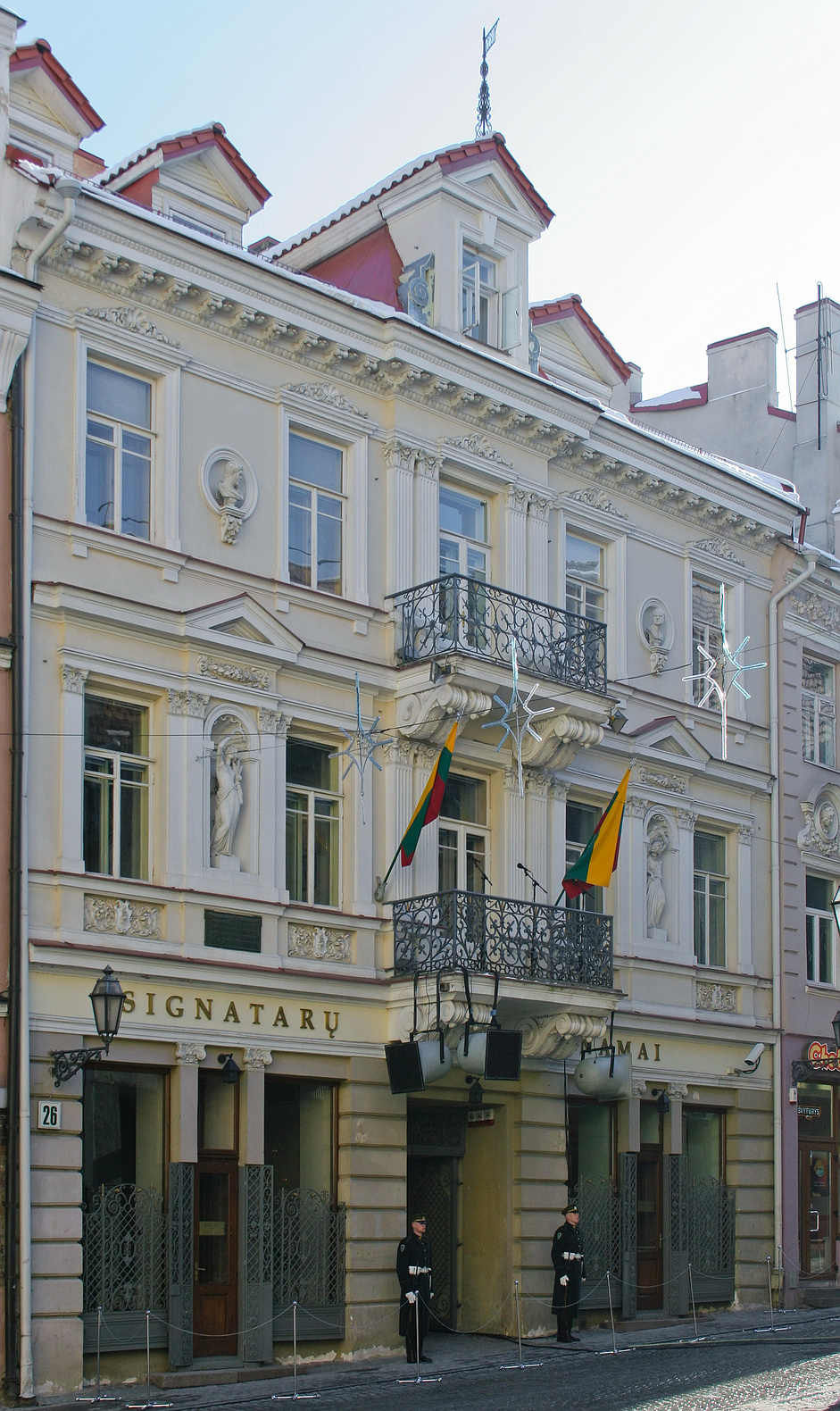
Casa dels Signataris el 16 de febrer de 2007, lloc on es va dur a terme la signatura de la declaració.

La Declaració del 16 de febrer va proclamar el restabliment (atstatyti) de l'Estat lituà, reconeixent-lo com a successor de l'antic Gran Ducat de Lituània. En aquest aspecte el Consell es desvià de la resolució adoptada per la Conferència de Vílnius, la qual buscava l'establiment (sudaryti) d'un Estat lituà. No obstant això, estava clar que el nou país seria molt diferent de l'antic Ducat: el seu abast es limitaria tan sols a les terres d'ètnia lituana i seria governat per valors democràtics, en oposició a l'històric ducat multiètnic dirigit per l'aristocràcia. El missatge de finalització dels lligams que vinculaven Lituània amb altres nacions fou adreçat a Alemanya, Rússia i Polònia, els tres països que tenien interessos a la zona. Si bé no ho deia explícitament, la declaració excloïa tota possibilitat de ressuscitar l'antiga unió poloneso-lituana.
La declaració del 16 de febrer de 1918 és la base legal de l'existència de la Lituània actual, tant en el període d'entreguerres com des de la seva Independència de la Unió Soviètica el 1990. La declaració es va convertir en un dels elements clau durant la recuperació de la independència. Un paràgraf de la Declaració de Restabliment de la Independència de l'Estat de Lituània de l'11 de març de 1990 diu el següent:
| « | La declaració d'independència del 16 de febrer de 1918 per part del Consell de Lituània i el decret de 15 de maig de 1920 de l'Assemblea Constituent (Seimas) sobre l'Estat democràtic restablert de Lituània mai no perdé el seu valor legal i constitueix el fonament constitucional de l'Estat de Lituània. | » |

Aquesta formulació emfatitzà la continuïtat de les dues declaracions legals. La declaració del 16 de febrer de 1918 i la seva successora, la declaració de l'11 de març de 1990, són reconegudes com a dos dels més importants èxits de la societat lituana del segle xx.
Actualment, el 16 de febrer és festa nacional a Lituània. En aquest dia se succeeixen les celebracions al llarg de tot el país. La commemoració de 2014, per exemple, inlogué una ofrena floral a les tombes dels signataris al cementiri de Rasos, l'entrega del Premi Nacional de Lituània, l'enlairament de tres banderes dels estats bàltics a la plaça Daukantas, concerts a la plaça de la Catedral i a la Societat Filarmònica Nacional Lituana, i l'encesa de 16 fogueres al llarg de l'avinguda Gediminas.
El 1992 es va establir un premi en honor de Jonas Basanavičius, persona que dirigí el Consell de Lituània quan es firmà la Declaració del 16 de febrer. El Premi Jonas Basanavičius s'atorga per distingir el treball en els darrers cinc anys en els camps dels estudis ètnics i culturals.